# Saviem JM
Le SAVIEM JM est une série de camion à cabine avancée fabriqué par SAVIEM, présenté en 1964 à la suite des accords avec le motoriste allemand MAN. Cette série succède aux Saviem JL 20, lancés en 1958 en coopération avec le constructeur SOMUA.

## Histoire
La Société d'Outillage Mécanique et d'Usinage d'Artillerie - SOMUA, a été, jusqu'en 1955, une des nombreuses composantes de la constellation du groupe Schneider. Petit constructeur de poids lourds par la quantité produite, pas plus de 300 exemplaires par an, mais grand nom du transport lourd national français, les productions SOMUA vont des engins militaires aux matériels ferroviaires en passant par les machines à imprimer et les véhicules industriels lourds, camions et autobus.
Après 1945, la division poids lourds n'a produit que deux modèles : le camion JL dans une multitude de variantes au fil des millésimes, allant du JL 12 au JL 19 et un camion de chantier, le MTP. Chaque modèle est décliné en châssis porteur 4x2 et 6x2 et en tracteur 4x2 de semi-remorques, avec plusieurs longueurs d'empattement. (NDR : En France, les configurations 6x2 disposent du troisième essieu jumelé fixe. L'aspect extérieur pourrait faire croire à un 6x4, configuration quasiment inconnue jusque dans les années 1970).
Coté moteur, la solution est simplifiée au maximum, jusqu'au lancement du JL 15, en 1946, un seul moteur diesel, un 6 cylindres construit sous licence Hesselman. À partir de 1955, SOMUA utilise le moteur Panhard D.610, construit sous licence de l'américain Lanova. Avec l'apparition du JL 17.150, le moteur est renommé D.615 avec une augmentation de l'alésage de 110 à 115 mm, pour obtenir une cylindrée de 9.348 cm3 et une puissance de 150 ch SAE. Le JL 19 va hériter de ce moteur bien qu'en 1956, une variante équipée d'un turbocompresseur Eberspächer ait été proposée avec un gain de 30 ch. Ce moteur péchera très vite par des casses multiples et sera vite arrêté.

## Saviem JM
La série Saviem JM a remplacé le JL 20, modèle dérivé du SOMUA JL 19, que Saviem a voulu faire passer pour un nouveau modèle mais qui ne fera pas illusion très longtemps. En fait seule la face avait été retouchée esthétiquement. 
En 1962, Saviem est le troisième constructeur de poids lourds français loin derrière Berliet (45% du marché) et UNIC, filiale de Fiat V.I. (22,4%) avec 5 348 exemplaires produits. Pour augmenter ses parts de marché, il manque à Saviem un véhicule haut de gamme maxi-code. Saviem avait espéré pousser le moteur Panhard D.615 jusqu'à 200 ch, sans aucun résultat positif. Aucun motoriste français ne disposait d'un moteur dépassant 160 ch de puissance et les constructeurs français accumulaient un gros retard côté motorisation et n'arrivaient pas à atteindre le seuil des 200 ch que leurs concurrents allemands et italiens avaient dépassé et qui équipaient depuis longtemps leurs gros porteurs de moteurs développant 200 ch et plus. Le moteur Panhard-SOMUA D.615H avait une puissance nettement insuffisante pour tracter un semi-remorque avec un PTRA de 35 Tonnes. Aucun constructeur français de moteurs ne disposait d'un produit capable de développer plus de 160 chevaux SAE.
Saviem doit se résoudre à monter des moteurs étrangers et, en 1961, prend contact avec Henschel pour la fourniture de moteurs capables de soutenir la comparaison avec la concurrence européenne. Saviem monte le moteur Henschel de 204 ch sur le JL 20.200 de 1962 à 1964. Le motoriste allemand se retrouve dans une passe difficile avec de graves problèmes financiers. L'accord avec Saviem tourne court car Henschel est racheté par Mercedes.
SAVIEM doit alors rechercher un nouveau partenaire et se tourne vers MAN - Machinenfabrik Augsburg Nürnberg, motoriste réputé et constructeur de poids-lourds très peu présent en France qui voit, avec un accord de fourniture avec SAVIEM, un terrain d'expansion potentiel. Les moteurs MAN vont être montés sur la "nouvelle" gamme, en fait l'ancienne gamme JL 20.200 renommée SAVIEM JM 170, 200 et 240. Des problèmes de boîte de vitesses et surtout de pont arrière se posèrent très vite. La puissance passée de 120 à 235 ch, la boîte ne pouvait résister ainsi que le pont arrière. La boîte de vitesses fut renforcée, mais pas le pont arrière dont les arbres cassaient fréquemment, en moyenne tous les semestres. SAVIEM n'arriva à remédier à ce défaut que sur la série suivante "SM Europe" en montant un pont MAN.

## La gamme SAVIEM JM
- JM 29 : camion équipé d'un moteur MAN 6 cylindres type D 0836 HM8 de 7 035 cm3 développant 166 ch SAE à 2 500 tr/min. Ce camion n'était en fait qu'un JL 29A, avec un PTAC de 17,5 tonnes. Ce camion a été réceptionné par le service des Mines le 21 décembre 1963 mais n'a jamais été commercialisé car son prix était nettement trop élevé comparé au JL 29A qu'il était censé remplacer, équipé de l'ancien moteur Fulgur de 150 ch.

- JM 170 : 1er véhicule de la gamme JM équipé d'un moteur MAN. Présenté au salon de l'automobile de Paris en octobre 1964, ce camion moyen/lourd classé maxi-Code moyen courrier d'entrée de gamme. Le châssis est celui de l'ancien JL 20.200 avec plusieurs empattements : 4 000 / 4 500 / 4 750 / 5 400 & 5 900 mm. La cabine est celle des anciens JL 19 & 20, la cabine avancée SOMUA, version courte type 830 et longue 840. Le moteur est celui monté sur le JM 29, mort-né. Son seul et unique concurrent étaient le Berliet GLR 10 M3 avec cabine à capot et l'UNIC MZ 124CA Estérel avec cabine avancée. 2 100 exemplaires ont été produits jusqu'en 1968.

- JM 200 : pour remplacer le JL 20.200, vaisseau amiral et fer de lance de la marque, Saviem reprend l'ensemble et monte le moteur MAN D 2146 HM 3F de 9 659 cm3 développant 210 ch SAE à 2 100 tr/min. 800 exemplaires ont été produits jusqu'en 1966.

- JM 200 V : remplace le précédent JL 20.200 V, en configuration 6x2. À cette époque, en France, les configurations 6x4 sont quasiment inconnues et le resteront jusque dans les années 1970. Les camions 6x2 disposent d'un troisième essieu jumelé fixe, contrairement à l'Italie, l'Espagne ou l'Allemagne où les constructeurs commercialisent des versions 6x2/2 avec deux essieux avant directeurs, ou fournissent à des carrossiers industriels agréés des véhicules avec un châssis allongé pour y ajouter un essieu simple autodirecteur relevable, moins consommateur de pneumatiques. L'aspect extérieur du 6x2 français ressemble beaucoup à un 6x4. Le PTAC du 6x2 français était identique au 6x4 (26 tonnes) tandis qu'à l'époque, il fallait un 8x2 italien ou espagnol pour atteindre 22 tonnes. Un 6x2 allemand était limité à 18 tonnes. 140 exemplaires ont été produits jusqu'en 1966.

- JM 200 T : remplace le précédent JL 20.200 T tracteur de semi-remorques avec les mêmes empattements 3 350 & 4 000 mm.

- JM 200 TPE : après avoir fabriqué 32 exemplaires du JL 200 TPE, une version spécialement destinée aux transports pétroliers par semi-remorque, Saviem lance en septembre 1964 le JM 200 TPE équipé du moteur  MAN D 2146 HM 3F de 9 659 cm3 développant 210 ch SAE à 2 100 tr/min. 148 exemplaires seront produits jusqu'en 1966.

## SAVIEM JM.2
Tous les modèles JM vont laisser la place, en 1967, à la série JM.2 avant d'être remplacés par les SAVIEM SM Europe en 1968. Cette seconde série, dénommée JM 240, a été équipée du moteur MAN D 2146 HM 4F, 6 cylindres en ligne, évolution du 3F dont la cylindrée a été portée à 10 370 cm3 développant 235 ch SAE. A part quelques retouches esthétiques mineures, la seconde série est parfaitement identique à la première.